# مالولوان، بوتسوانا

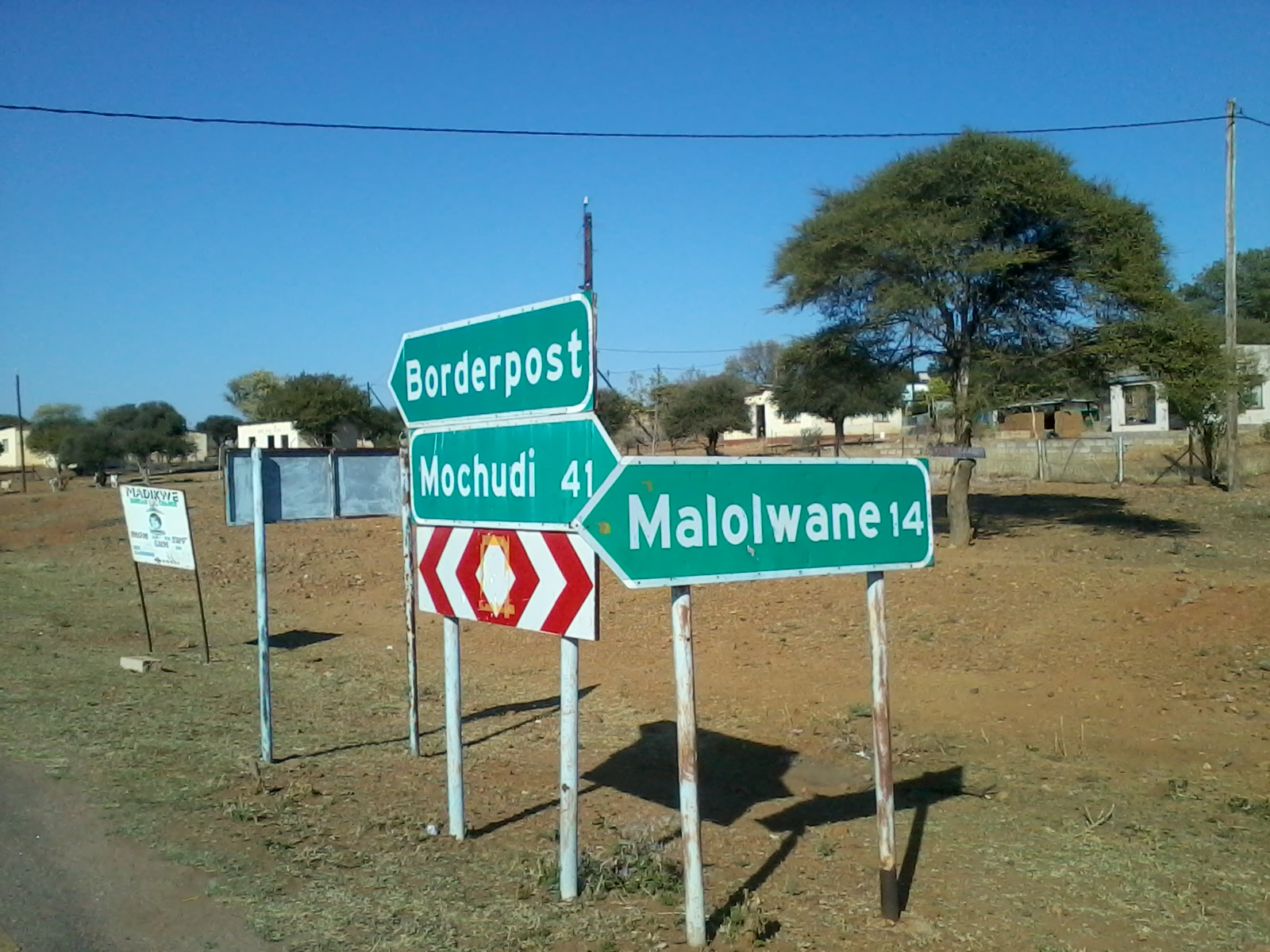
Malolwane "Ko Dinokeng"

مالولوان (به انگلیسی: Malolwane) روستایی در ناحیهٔ کگاتلنگ کشور بوتسوانا است که در سال ۲۰۰۰ میلادی ۳٬۰۸۴ نفر جمعیت داشته که از این تعداد، ۱٬۵۵۹ نفر مرد و ۱٬۵۲۵ نفر زن بوده‌اند.